# Carlos Cortina
Carlos Cortina Ceballos (El Astillero, Cantabria, 1959) es un político español que desempeñó la función de alcalde de El Astillero hasta 2015.

## Biografía
Titulado en EGB por la Universidad de Cantabria, en las especialidades de Ciencias y de Educación Física, ejerció de profesor hasta que en 1995 pidió la excendencia.
En las elecciones municipañes de 1987 y 1991 estuvo en la oposición del Ayuntamiento de El Astillero, siendo número dos de Ignacio Diego, con Alianza Popular y Partido Popular, respectivamente.
En 1995, con la victoria por mayoría absoluta del PP, fue elegido teniente de alcalde. El 4 de noviembre de 2006 fue designado como alcalde tras la dimisión de Ignacio Diego.
Tras las elecciones municipales de España de 2007 consiguió la mayoría absoluta con 5144 votos (52,98%) y 10 concejales. En las de 2011 revalidó la mayoría absoluta con 5000 votos (52,15%) y 10 concejales.
En las elecciones municipales de España de 2015 pierde la mayoría absoluta, quedándose con 6 concejales, 4 menos que en anteriores ocasiones que se traducen en 3184 votos (33,58%). Con estos resultados, pasa a la oposición ya que el pacto entre PRC y PSOE suma mayoría para investir como alcalde al regionalista Francisco Ortiz. 
| Predecesor: Ignacio Diego | Alcalde de El Astillero 2006-2015 | Sucesor: Francisco Ortiz |